# Тенаи, Деррик
Деррик Тенаи (англ. Derrick Tenai; род. 3 июня 1968) — соломонский стрелок из лука, выступавший за сборную Соломоновых Островов в конце 1980-х годов. Участник летних Олимпийских игр в Сеуле.

## Биография
Деррик Тенаи родился 3 июня 1968 года на Соломоновых Островах.
Наивысшего успеха в своей спортивной карьере добился в возрасте 20 лет в сезоне 1988 года, когда вошёл в основной состав соломонской национальной сборной и благодаря череде удачных выступлений удостоился права защищать честь страны на летних Олимпийских играх в Сеуле — выступил здесь в личном первенстве мужчин. До этого момента Тенаи никогда не видел современного лука, он ни разу не смог попасть в центр мишени, а 55 из его выстрелов вообще пришлись в мимо. Таким образом, он набрал всего 505 очков и расположился в итоговом протоколе соревнований на последнем 84 месте.
После сеульской Олимпиады Деррик Тенаи больше не показывал сколько-нибудь значимых результатов в стрельбе из лука на международной арене.